# Station Skolebakken
Station Skolebakken is een spoorweghalte in Aarhus in de Deense gemeente Aarhus. Het station ligt aan de lijn Grenaabanen. Skolebakken wordt bediend door de treindienst van Aarhus Nærbane. Deze lijn wordt omgebouwd tot een lightrailverbinding. 